# Purpura (barwnik)

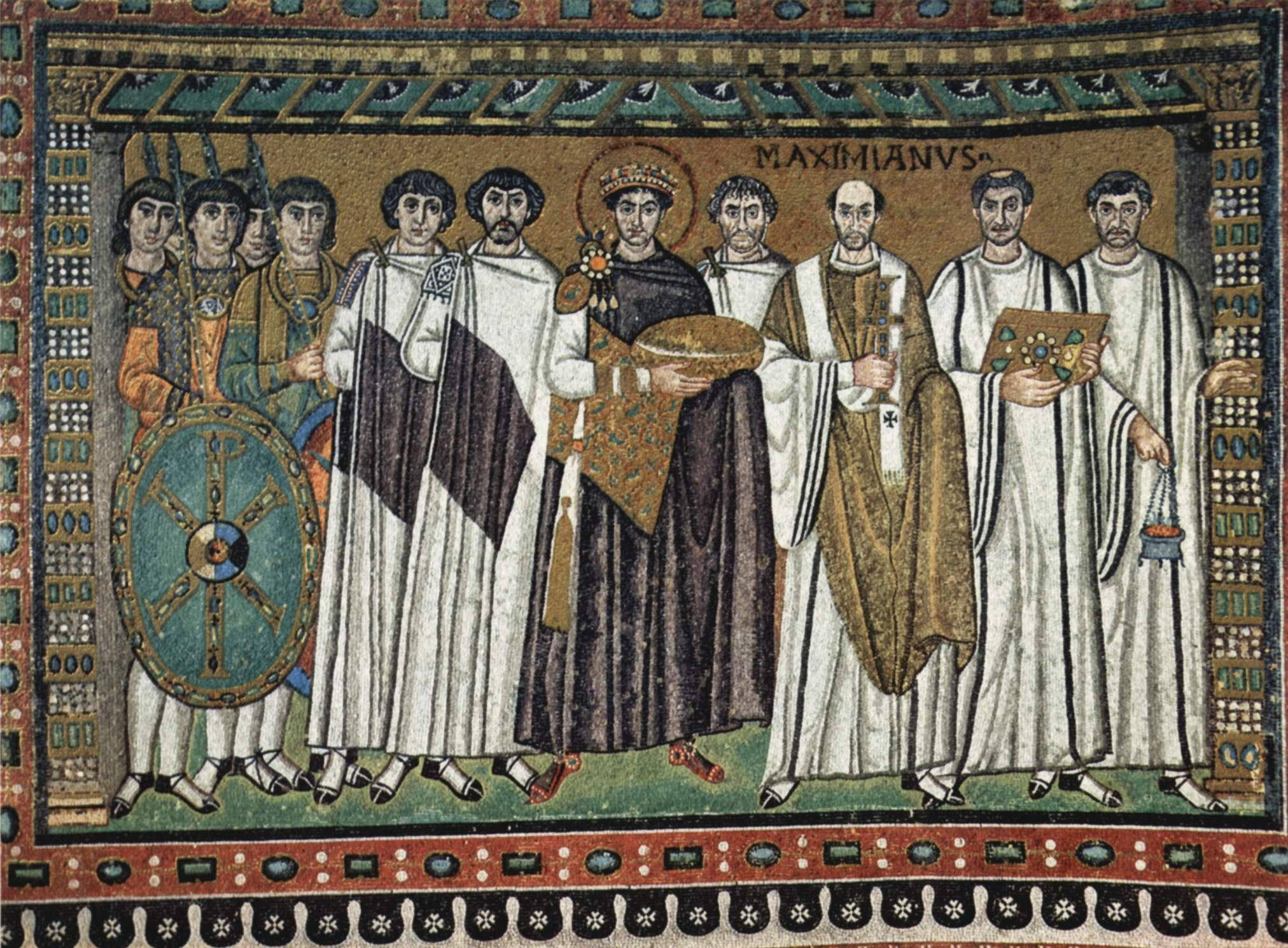
Cesarz Justynian I w purpurowej szacie. Mozaika, VI w., kościół San Vitale w Rawennie

Purpura (z łac purpura, z gr. πορφύρα (porphyra)) – naturalny barwnik o zakresie barw od intensywnie czerwonego do fioletu, także w głębokich odcieniach zbliżonych do barwy śliwki czy do koloru granatowego. Uzyskiwany był z żyjących w Morzu Śródziemnym mięczaków z gatunków (łac.) Purpura haemastoma oraz Murex trunculus (szkarłatniki i rozkolce). Jeden z najstarszych wymienianych w źródłach historycznych barwników. Także określenie barw odpowiadających tym, które można uzyskać z zastosowaniem tego barwnika. Potocznie w polszczyźnie purpurę kojarzy się z czerwienią, chociaż wiele jej odmian daleko odbiega od czystej czerwieni.